# Ludzie i żywioły
Ludzie i żywioły (norw. Menneske og maktene) – powieść norweskiego pisarza Olava Duuna z 1938.
Powieść była jednym z ostatnich dzieł stworzonych przez pisarza. Jest to symboliczny utwór o trwaniu człowieka w surowym i nieprzyjaznym świecie. Opisuje losy społeczności żyjącej na dalekiej, północnej, norweskiej wysepce. Ludzie z wyspy codziennie walczą o swoje przetrwanie, jednak chcą tłumaczyć swój byt czymś więcej niż tylko tymi zmaganiami. Otacza ich rozszalałe morze, od czasu do czasu zmywające domostwa. Ocalenie mogą zapewnić sobie tylko ci, którzy mocno polegają na sobie oraz na Bogu. Walka o życie zbliża ludzi do siebie, wyrównuje zadawnione krzywdy i pacyfikuje nienawiść. Ludzie stają się sobie bliscy i potrzebni. Mimo skrajnie trudnych warunków życia nie chcą opuszczać swojej ziemi.
Powieść pisana w przeddzień II wojny światowej dawała narodowi norweskiemu jasne etyczne przesłanie, istotne w dniach klęski i próby, które miały niebawem nadejść.